# Enduction au rideau
L'enduction au rideau ou "couchage au rideau" est un procédé pour appliquer un fin film liquide sur un substrat plan en mouvement (papier, plastique, bois...). Le film de liquide est produit par une filière afin obtenir une épaisseur constante et est ensuite soumis à une chute libre avant d'impacter le substrat à revêtir.
Ce procédé permet de revêtir à très grande vitesse avec une grande qualité tout en permettant d'appliquer plusieurs couches en une application. Il a été particulièrement utilisé dans l'industrie photographique est tout particulièrement par Kodak qui en a été le promoteur.